# La contessa azzurra
La contessa azzurra è un film del 1960 diretto da Claudio Gora.

## Trama
Durante il periodo del cinema muto, a Napoli, si sta girando un film intitolato La contessa azzurra. Salvatore, il regista del film, è costretto a interrompere le riprese a causa di incomprensioni e litigi con Peppino, il produttore. La protagonista del film viene sostituita improvvisamente da una ragazza sconosciuta, Teresa, e il film si porta a compimento. La ragazza diviene così una diva del cinema e vedette del Café-chantant. Durante la prima guerra mondiale Salvatore viene richiamato alle armi quando si trova a Parigi a dirigere uno spettacolo teatrale alle Folies Bergère: partito per la guerra, Salvatore non farà più ritorno a casa. Teresa, rimasta sola con i suoi ricordi, passerà i suoi ultimi anni in una villa napoletana ripensando al suo grande trionfo, il suo primo film.

## Produzione
Il film fu finanziato dall'armatore Achille Lauro ed ebbe tra gli attori principali la sua futura moglie Eliana Merolla, accreditata con lo pseudonimo di Elly Davis.

## Distribuzione
Il film venne iscritto al Pubblico registro cinematografico con il n. 2.224. Presentato alla Commissione di Revisione Cinematografica il 20 giugno 1960, ottenne il visto di censura n. 32.691 del 18 agosto 1960, con una lunghezza della pellicola di 3.056 metri.. Ebbe la prima proiezione pubblica il 16 settembre 1960. Venne pubblicato a suo tempo in VHS dalla RCS Home Video - Panarecord, ma al momento non è stato pubblicato in DVD.